# Gauthier Barès
Pas d'image ? Cliquez ici

a Compétitions nationales et continentales officielles uniquement.

b Matchs officiels uniquement.
Dernière mise à jour le 20 mars 2021.
Gauthier Barès, est un joueur de rugby à XV français, international luxembourgeois, évoluant au poste d'ailier et d'arrière. 

## Biographie

### Carrière en club
Gauthier Barès est formé à l'école de rugby du CA Bordeaux Bègles. Il y fait ses gammes jusqu'en 2015, où il intègre le centre de formation du SC Albi. Il ne reste qu'une saison à Albi, avant de rejoindre l'US Marmande en 2016. Le club est alors en Fédérale 2. Gauthier Barès s'installe comme un titulaire à l'aile, et inscrit notamment un essai lors du match de la montée en Fédérale 1 en 2018. Lors des deux saisons suivantes en Fédérale 1, il est un titulaire indiscutable, débutant 36 matchs et prenant la responsabilité du but.
Après 4 saisons à Marmande, il quitte le club en 2020 et rejoint le CM Floirac, récent promu en Fédérale 1. Il n'y reste néanmoins qu'une saison, revenant à Marmande par la suite.

### Carrière en sélection
Gauthier Barès représente le Luxembourg sur la scène internationale. Il inscrit notamment un triplé en 2017 face à l'Estonie.